# Crédito rotativo
Un crédito rotativo o crédito renovable es un tipo de crédito que no tiene un número fijo de cuotas, en contraste con el crédito convencional. Ejemplos de créditos renovables son los asociados a las tarjetas de crédito. Las entidades que tienen instrumentalizados estos créditos de forma corporativa los usan generalmente para conseguir liquidez para las operaciones del día a día de la compañía. Fueron introducidos por primera vez por Strawbridge & Clothier Store. También se le llama crédito revolvente en algunas partes de América, pero este es un calco del inglés revolving credit, careciendo 'revolvente' de un significado previo en español y por tanto es preferible usar los términos «crédito rotativo/rotatorio/renovable».

## Características comunes
- Se requiere hacer un estudio previo (caso de estudio).
- Un ejemplo son las tarjetas de crédito y las líneas de crédito.
- La cantidad de crédito disponible aumenta o decrece a medida que los fondos son prestados y devueltos.
- El crédito se puede usar repetidamente.
- El prestatario realiza pagos con base únicamente en la cantidad que actualmente esté usando o retirando, más el interés correspondiente.
- El prestatario puede devolver el crédito en varios plazos a lo largo de cierto tiempo (sujeto a una cuota mínima establecida) o en un solo pago a realizar en cualquier momento.
- En algunos casos se insta al prestatario a que pague una fianza al prestamista por la cantidad pendiente de retirar en el crédito; esto se da fundamentalmente en productos de préstamos bancarios corporativos con créditos renovables vinculados.
- La línea de crédito renovable suele ser aumentada por el emisor, dando lugar a un sobreendeudamiento por parte del consumidor, lo cual puede llevar a ser un crédito de interés abusivo.[3]

## Ejemplos
- Línea de crédito.
- Algunos tipos de crédito, como los préstamos con garantía hipotecaria en los que se dispone de crédito con límite fijado por las amortizaciones de la hipoteca.